# Eranina costaricensis
Eranina costaricensis är en skalbaggsart som först beskrevs av Maria Helena M. Galileo och Martins 2005.  Eranina costaricensis ingår i släktet Eranina och familjen långhorningar.
Artens utbredningsområde är Costa Rica. Inga underarter finns listade i Catalogue of Life.